# Brescia Mostre Grandi Eventi
Brescia Mostre Grandi Eventi è stata una associazione fondata nel 1996 da due soci, il Comune e la Provincia di Brescia con lo scopo di organizzare eventi culturali di livello internazionale. Il primo presidente è stato Ernesto Bino, detto Tino, Assessore alla cultura dell'Amministrazione Provinciale di Brescia. Ha organizzato numerose esposizioni soprattutto all'interno della sede principale, Palazzo Martinengo Cesaresco Novarino in piazza del Foro a Brescia, ma anche in altre sedi come Palazzo Bonoris o il Museo di Santa Giulia, sempre a Brescia.
Le principali mostre sono state:
- Arturo Benedetti Michelangeli. Il Grembo del suono, a cura di Antonio Sabatucci; palazzo Martinengo Cesaresco Novarino; dal 5 maggio al 5 settembre 1996.
- Giorgio Morandi, a cura di Marilena Pasquali; palazzo Martinengo Cesaresco Novarino; dal 7 dicembre 1996 al 28 febbraio 1997.
- Cagnaccio di San Pietro, a cura di Claudia Giaferrari; palazzo Martinengo Cesaresco Novarino; dal 23 marzo al 15 giugno 1997.
- Da Boccioni a Sironi. Il mondo di Margherita Sarfatti, a cura di Elena Pontiggia; palazzo Martinengo Cesaresco Novarino; dal 12 luglio al 12 ottobre 1997.
- Il peltro antico. Peltri sei-ottocenteschi tra l'Europa e la Repubblica Veneta, a cura di Renata Massa; chiesa di Santa Giulia; dal 13 luglio 1997 al 14 settembre 1997.
- Napoleone Bonaparte. Brescia e la Repubblica Cisalpina. 1797 -1799; Palazzo Bonoris; dal 15 novembre 1997 al 25 gennaio 1998.
- Les Italiens de Paris. De Chirico e gli altri a Parigi nel 1930, a cura di Maurizio Fagiolo dell'Arco; palazzo Martinengo Cesaresco Novarino; dal 18 luglio al 28 novembre 1998.
- Da Caravaggio a Ceruti. La scena di genere e l'immagine dei pitocchi nella pittura italiana, a cura di Francesco Porzio; Museo di Santa Giulia; dal al 22 novembre 1998
- Testori a Brescia; palazzo Martinengo Cesaresco Novarino; dal 21 dicembre 2003 al 14 marzo 2004.